# Râul Breaza, Olt
Râul Breaza este afluent al râului Olt în județul Brașov. Se formează la confluența brațelor Brescioara și Pojorta

## Hărți
- Harta Județului Brașov
- Harta Munții Făgăraș  Arhivat în 8 septembrie 2013, la Wayback Machine.
- Harta Munții Făgăraș Est